# آية كورين
آية كورين (بالعبرية: איה קורן‏) هي عارضة وممثلة إسرائيلية، ولدت في 27 أكتوبر 1979 في تل أبيب في إسرائيل.

## أعمال

### أفلام
- (2003) صباح الخير سيد شلومي

## وصلات خارجية
- آية كورين على موقع IMDb (الإنجليزية)
- آية كورين على موقع قاعدة بيانات الفيلم (الإنجليزية)